# Lindley Murray (tennisspelare)
Robert Lindley Murray, född 3 november 1892 i San Francisco i Kalifornien i USA, död 17 januari 1970, var en amerikansk vänsterhänt tennisspelare. Han hade en kort men framgångsrik karriär som amerikansk elitspelare i tennis och rankades som etta i USA 1918 och fyra 1916 och 1919.
Murray upptogs 1958 i International Tennis Hall of Fame.

## Tenniskarriären
Säsongen 1916 nådde Murray semifinalen i Amerikanska mästerskapen som han förlorade mot amerikanska ettan Bill Johnston (2–6, 3–6, 1–6). Däremot vann han singeltiteln i mästerskapen 1917 genom finalseger över Nathanael Niles (5–7, 8–6, 6–3, 6–3). Säsongen därpå, 1918, vann han åter singelfinalen, denna gång över den 25-årige Bill Tilden, som trots sin ålder ännu bara var i början av sin enastående karriär. Murray besegrade Tilden med 6–3 6–1 7–5.

## Spelaren och personen
Murray var kemiingenjör till professionen utexaminerad från Stanford University. Som ingenjör arbetade han med framställandet av olika sprängämnen avsedda att användas i krigföringen under första världskriget. Han spelade en enda tennisturnering under 1917, nämligen Amerikanska mästerskapen, eftersom denna klassades som en "patriotisk turnering" där den ekonomiska överskottet skulle tillfalla Röda korset. 
Som tennisspelare var han bekant för sin hårda serve följd av nätattacker och stor skicklighet som volleyspelare.

## Grand Slam-titlar
- Amerikanska mästerskapen
  - Singel - 1917, 1918